# 羅爾沙赫貝格

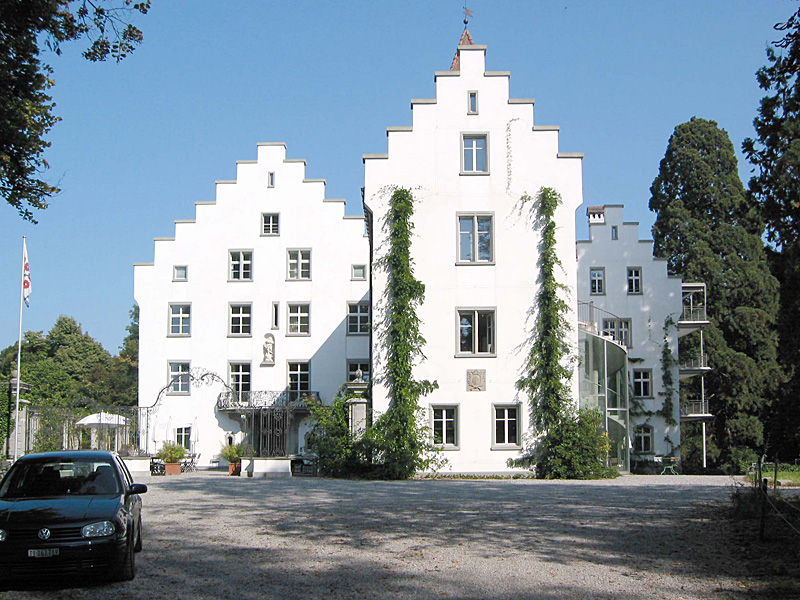
瓦特格城堡

羅爾沙赫貝格是瑞士的城鎮，位於該國東北部，由聖加侖州負責管轄，面積7.13平方公里，海拔高度570米，2011年人口6,959，一半人口信奉羅馬天主教，人口密度每平方公里976人。

## 外部連結
- Official website （页面存档备份，存于） （德文）